# قائمة مواقع التراث العالمي في موريتانيا

مواقع التراث العالمي هي معالم تقوم لجنة التراث العالمي في اليونسكو بترشيحها ليتم إدراجها ضمن برنامج مواقع التراث الإنساني العالمي الذي تديره اليونسكو. هذه القائمة تنقسم إلى «قائمة رئيسية» وقائمة إرشادية مؤقتة، (بالإنجليزية: Tentative List)، وهي عملية جرد لخصائص موقع ما لكل دولة على حدة التي تعتزم كل دولة طرف أن تنظر في ترشيحها. وهي خطوة ضرورية لولوج اللائحة الرسمية لمواقع التراث العالمي حسب اليونسكو، يتم المصادقة عليها من طرف لجنة التراث العالمي.
و هذه المعالم التي تنضم إلى قائمة التراث العالمي قد تكون طبيعية، كالغابات وسلاسل الجبال، وقد تكون من صنع بشري، كالفنون والمعالم المعمارية من جسور أو سدود ومدن وغيرها، وقد تجمع بين الاثنين أي بين المقياس الطبيعي والبشري، كما تضم التراث المادي واللامادي ذو الصبغة الثقافية بالأساس، وقد عملت منظمة اليونسكو وجميع المنظمات المهتمة التي تحمل هموم الحضارة الإنسانية وتراثها على التوعية بضرورة الحفاظ على الإرث الإنساني القديم، من خلال بناء خارطة طريق لحمايته بنص اتفاقية حماية التراث الثقافي
وقد أقر المؤتمر العام لليونسكو في دورته السابعة عشرة بباريس في 16 نوفمبر 1972 الاتفاقية المتعلقة بحماية التراث العالمي الثقافي والطبيعي. تسعى هذه الاتفاقية على المحافظة للإنسانية وللأجيال القادمة على الشهادات الطبيعية والثقافية التي لها قيمة عالمية واستثنائية.
وقد سجّل لموريتانيا موقعين قي القائمة الرئيسية للائحة التراث العالمي - لليونسكو في موريتانيا، وثلاثة مواقع في القائمة الإرشادية المؤقتة لمواقع التراث العالمي.

## لمحة تاريخية
تم اعتماد اتفاقية مواقع التراث العالمي بما فيها المواقع الطبيعية، أثناء مؤتمر اليونسكو العام في 16 نوفمبر عام 1972، وصادقت الدولة الموريتانية على اتفاقية حماية التراث العالمي الثقافي والطبيعي بتاريخ 2 مارس من سنة 1981. وتمكنت من تسجيل أول موقع لها ضمن مواقع التراث الإنساني العالمي لمنظمة اليونسكو في عام 1989.
وإلى حدود معطيات سنة 2015، سجلت اليونسكو لموريتانيا اثنين من مواقع التراث العالمي في القائمة الأصلية، موقع واحدة ضمن التراث الثقافي والآخر ضمن لائحة التراث الطبيعي.، وسجلت موريتانيا ثلاثة مواقع على القائمة الإرشادية المؤقتة ضمن الصنف الثقافي كلها في سنة 2001.

### عملية الترشيح
انطلاقا من إعداد القائمة المؤقتة واختيار ممتلكات مدرجة فيها، يمكن للدولة الطرف التخطيط لاختيار الوقت المناسب لتقديم ملف الترشيح لكل ممتلك من الملمتلكات المعنية.
تضع منظمة اليونسكو 10 معايير لتقييم أي موقع تراثي، ويجب على الموقع المرشح أن يستوفي واحداً منها على الأقل، لتقييم إدراجه على القائمة بعد إعداد وقبول الملف وإدراجه أولاً ضمن القائمة الإرشادية المؤقتة لمواقع التراث العالمي.

### معايير الاختيار
في عام 2005، تم تعديل معايير الترشيح للقائمة لتصبح مجموعة واحدة من عشرة معايير. المواقع المرشحة يجب أن تكون ذات «قيمة عالمية استثنائية» وتستوفي على الأقل واحداً من تلك المعايير العشرة.
قوانين اليونسكو لمعيار الاختيار تنص على أن أي معلم يتجاوز عمره مائة عام ذو قيمة عالمية استثنائية، يمكن أن يرشح لينظر في تقييمه للدخول ضمن لائحة التراث العالمي لمنظمة اليونسكو.
وتتبنى اليونسكو 6 معايير ثقافية و 4 معايير طبيعية.

## القائمة الرئيسية
تضم القائمة الرئيسية لمواقع التراث العالمي في موريتانيا موقعين، الأول في الصنف الطبيعي، والثاني ضمن الصنف الثقافي، بينما سجل في اللائحة الإرشادية المؤقتة لمواقع التراث العالمي لمنظمة اليونسكو في موريتانيا ثلاثة مواقع، سجلت ضمن التصنيف الثقافي للقائمة الإرشادية المؤقتة لمواقع التراث العالمي، أو بما يصطلح عليه فقط القائمة المؤقتة لمواقع التراث العالمي لمنظمة اليونسكو أو فقط القائمة الإرشادية لمواقع التراث العالمي لمنظمة اليونسكو في (الاستعمال اللغوي العربي).
وهذه المواقع مسجلة بالترتيب حسب أقدمية التعيين على لائحة التراث الثقافي العالمي، مع التوضيح وشرح الخصائص كما يلي:
| الصورة | الإسم                                   | الموقع                                                         | النوع | الرقم | سنة التسجيل | ملاحظات |
| ------ | --------------------------------------- | -------------------------------------------------------------- | ----- | ----- | ----------- | --- |
|        | الحظيرة الوطنية لحوض آركين              | نواذيبو20°14′05″N 16°06′32″E / 20.23472°N 16.10889°E           | طبيعي | 506   | 1989        | يتألَّف المنتزه من تلالٍ رمليّةٍ ومناطقَ ساحليّةٍ مستنقعيّة وجزر صغيرة ومياه غير عميقة. ويحتضن الطيور المهاجرة في الشتاء. توجد به عدّة أنواع من السلاحف، والدلافين التي يستعملها الصيادون لتوجيه مسار الأسماك. في هذا الحوض تجد ملايين اسراب الطيور من البجع الأبيض والخطاف الملكي والبقويق الأشقر والنحام الوردي محطة ممتازة للاستحمام على طريق هجرتها السنوية. |
|        | قصور وادان وشنقيط وتيشيت وولاتة القديمة | وادان وشنقيط وتيشيت وولاتة 20°55′N 11°37′E / 20.917°N 11.617°E | ثقافي | 750   | 1996        | يعود تأسيسها إلى القرنين الحادي عشر والثاني عشر، وهي تتميز بوجود العديد من المواقع فكل منزل فيها يحتوي على صحن دار وهي متقاربة تتميز بأزقتها الضيقة، تحيط بمسجد له مئذنة مربّعة. |

### مواقع مسجلة على القائمة الإرشادية المؤقتة للتراث العالمي
القائمة الارشادية المؤقتة لمواقع التراث العالمي، أو القائمة المؤقتة أو القائمة الأولية لمواقع التراث العالمي (بالإنجليزية: Tentative List) (بالفرنسية: Listes indicatives)، وهي جرد لخصائص موقع ما لكل دولة على حدة، التي تعتزم كل دولة طرف أن تنظر في ترشيحها مستقبلا. وهي خطوة ضرورية لولوج اللائحة الرسمية لمواقع التراث العالمي حسب اليونسكو، يتم المصادقة عليها من طرف لجنة التراث العالمي.
وقد سُجل لموريتانيا 3 مواقع ضمن هذه اللائحة الارشادية المؤقتة لليونسكو الخاصة بموريتانيا والمرتبة حسب تاريخ إدراجها وهي كالتالي حسب أقدمية تعيينها من قبل منظمة اليونسكو:
| الصورة | الإسم     | الموقع                                                         | النوع | الرقم | سنة التسجيل | ملاحظات |
| ------ | --------- | -------------------------------------------------------------- | ----- | ----- | ----------- | --- |
|        | آزوكي     | آزوكي18°24′20″N 13°06′40″W / 18.40556°N 13.11111°W             | ثقافي | 1545  | 2001        | مدينة آزوكي كانت ملتقى للكثير من الحضارات والثقافات في القرون الوسطى، وقد ذكر المؤرخ البكري أن آزوكي كانت تضم عشرين ألف نخلة في القرن الخامس الهجري. يمكن اعتبار بلدة آزوكي كمدينة سياحية وذاكرة تاريخية مغاربية مشتركة لحضارة المغرب. |
|        | كمبي صالح | ولاية الحوض الشرقي 15°49′10″N 7°59′25″W / 15.81944°N 7.99028°W | ثقافي | 1546  | 2001        | كمبي صالح كانت بمثابة العاصمة السياسية لسلطنة غانا وتقع في الجنوب الشرقي من موريتانيا على بعد 60 كم جنوب مدينة تمبدغة. كانت المدينة منطلقا للقوافل العابرة للصحراء منذ القدم. ويعود تاريخ المدينة إلى القرن الثالث الميلادي عندما سيطرت قبائل الماندية الوثنية على طرق القوافل التجارية بين كمبي صالح وأوداغست وتمبكتو وخلال القرن السابع الملادي برزت إمبراطورية غانة كقوة عظمى مهيمنة في المنطقة متخذة من مدينة كمبي صالح عاصمة لها. صارت المدينة القديمة مهجورة حتى أعيد اكتشافها سنة 1913 م كمركز للحفريات وقبلة لعلماء الآثار من جميع أصقاع المعمورة، وتوجد اليوم في نفس المكان تقريبا مدينة جديدة بنفس الاسم وهي عاصمة لبلدية كمبي صالح إحدى البلديات الخمسة التابعة لمقاطعة تمبدغة. |
|        | أودغست    | بولاية الحوض الشرقي17°25′N 10°25′W / 17.417°N 10.417°W         | ثقافي | 1547  | 2001        | من أهم مراكز طريق التجارة العابرة للصحراء الكبرى بين 1000-1500. وإحدى مدن مملكة أودغست الإسلامية وإحدى رموز حضارة الطوارق، قامت جنوب المغرب الأقصى في المنطقة الواقعة بينه وبين السودان، فيما يعرف اليوم بموريتانيا، وقد سكنت هذه المنطقة مجموعات بربرية تعرف بالملثمين. ينتسب الملثمون إلى الطبقة الثانية من قبيلة صنهاجة البربرية ، ومن أشهر فروعها التي استقرت في هذه المنطقة لمتونة، وجدالة، ومسوفة، ولمطة ، ويذكر ابن خلدون أن مساكن هذه القبيلة قد امتدت في الصحراء من البحر المحيط غربا إلى غدامس في الشرق، ووصلت إلى حدود دولة غانا في الجنوب، وأصبح نهر السنغال ونهر النيجر حدا لمساكن هذه القبائل في الجنوب. وقد عاشت هذه القبائل عيشة بدوية، تعتمد على التنقل والترحال، في الصحراء ، ولم يعرفوا الزراعة ولا الحرث بل يعتمدون على الأغنام فيشربون ألبانها ويأكلون لحومها، ويكتسون بجلودها ، وقبائل صنهاجة من القبائل البربرية القوية اشتهر أفرادها بالقوة والشجاعة وشدة البأس وإتقان فنون الحرب المختلفة. |

## التراث الثقافي غير المادي الموريتاني
- التهيدين: سجل ضمن سجل في 2011 على قائمة التراث الثقافي غير المادي الذي يحتاج إلى صون عاجل.[24][25]

ويطلق مصطلح التهيدين على الأدب الملحمي في الشعر الشعبي الموريتاني، اشتهر هذا الفن الشعري الجزلي في منتصف القرن السابع عشر تقريبا. و قد صنفت اليونسكو التهيدين في مؤتمرها المنعقد في مدينة بالي بأندونيسيا على أنه من التراث الإنساني المهدد بالانقراض.

## قوائم متعلقة
- قائمة مواقع التراث العالمي في إفريقيا
- قائمة مواقع التراث العالمي في المغرب العربي
- قائمة مواقع التراث العالمي في الدول العربية
- قائمة مواقع التراث العالمي في المغرب

### مواضيع متعلقة
- التراث العالمي
- اليونسكو
- موريتانيا

## وصلات خارجية
- القائمة الشاملة لمواقع التراث العالمي لليونسكو مع معلومات وفيديو عن كل موقع نسخة محفوظة 30 أبريل 2009 على موقع واي باك مشين.

مواقع التراث العالمي في موريتانيا